# 圣伊莱尔德维勒弗朗什
圣伊莱尔-德维勒弗朗什（法語：Saint-Hilaire-de-Villefranche，法語發音：[sɛ̃.t‿ilɛʁ də vilfʁɑ̃ʃ]）是法国滨海夏朗德省的一个市镇，位于该省中东部，属于圣让当热利区。2019年1月1日起，相邻的拉弗雷迪耶尔并入圣伊莱尔-德维勒弗朗什。

## 地理
圣伊莱尔-德维勒弗朗什（45°51'3"N, 0°31'47"W）面积25.08 平方千米，位于法国新阿基坦大区滨海夏朗德省，该省份为法国西部滨海省份，北起旺代省，西临大西洋，南至吉倫特省，东南接多爾多涅省，东北接德塞夫勒省接壤，东临夏朗德省。
与圣伊莱尔-德维勒弗朗什接壤的市镇（或旧市镇、城区）包括：阿涅尔拉日罗、马兹赖、格朗让、塔耶堡、阿讷蓬、瑞克、勒杜埃、埃科约、贝尔克卢、楠蒂耶。
圣伊莱尔-德维勒弗朗什的时区为UTC+01:00、UTC+02:00（夏令时）。

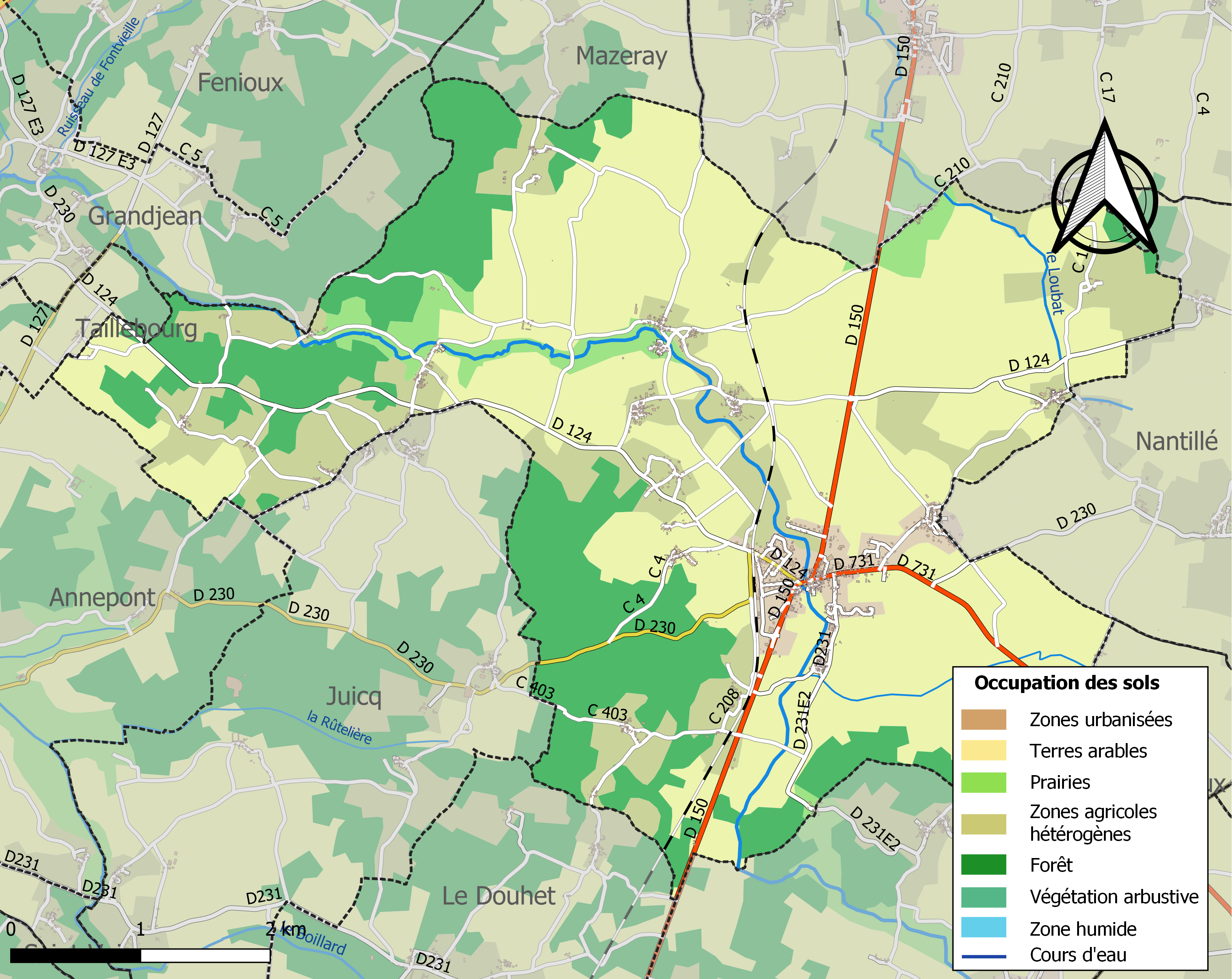
圣伊莱尔-德维勒弗朗什的OSM定位图

## 行政
圣伊莱尔-德维勒弗朗什的邮政编码为17770，INSEE市镇编码为17344。

## 政治
圣伊莱尔-德维勒弗朗什所属的省级选区为沙尼耶县。

## 人口
圣伊莱尔-德维勒弗朗什于2022年1月1日时的人口数量为1350人。

1962-2008年间圣伊莱尔-德维勒弗朗什人口变化图示